# Сухий шампунь

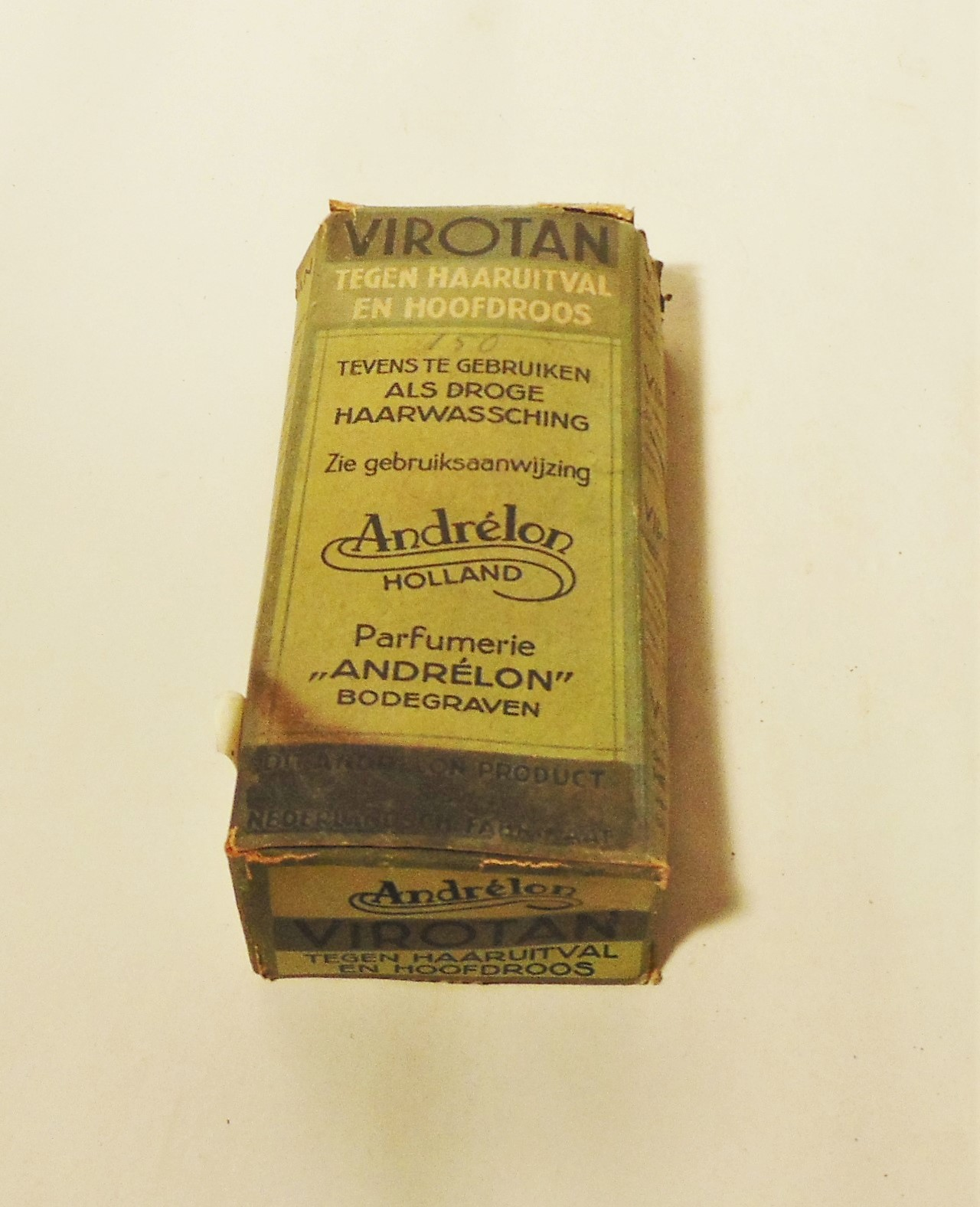
Сухий шампунь Andrelon, 1940-і роки

Сухий шампунь — тип шампуню, який зменшує чи усуває жирність волосся без необхідності використовувати воду. Принцип дії полягає в тому, що він абсорбує себум – секрет, який виділяють сальні залози. До складу можуть входити борошно, крохмаль, камедь і біла глина. Зазвичай випускається у формі пудри в аерозольних балончиках. Окрім очищення волосся, сухий шампунь також можна використовувати як засіб для укладення волосся, оскільки він додає об'єму, допомагає зафіксувати волосся, можна використовувати замість мусу на вологе волосся. Прихильники сухого шампуню стверджують, що щоденне миття волосся рідким шампунем може позбавити волосся нормальної природної жирності та блиску. Щоденне ж використання сухого шампуню вважається може призвести до накопичення речовини, з якої складається шампунь, від чого може тьмяніти колір волосся, з’являтися подразнення на шкірі голови. Пудра сухого шампуню має поглинати жир сальних залоз на волоссі, в результаті немає жирного блиску волосся; однак пудра чи порошок й жир залишаються на в шкірі голови, тому волосся виглядатиме чистим, але людина відчуватиме, що воно брудне.

## Історія
Хоча сухий шампунь є винаходом сучасності, багато людей протягом історії використовували засоби на основі порошку, подібні до сухого шампуню, щоб очистити та покращити зовнішній вигляд волосся. Є дані, що люди в Азії використовували глиняний порошок для очищення волосся ще в кінці 15 століття. В єлизаветинську епоху відсутність можливості приймати ванну регулярно, зробило глиняні порошки популярними серед жінок для очищення волосся від бруду та жиру. Деякі порошки були навіть кольоровими для декоративних цілей. Порошки також використовувались британськими та американськими елітами 18 століття, коли довге волосся було ознакою чоловічої гідності. Перша письмова згадка про сухий шампунь у Сполучених Штатах датується кінцем 1700-х років, коли крохмалі використовували для дезодорування та фарбування перук.  
Сухий шампунь з'явився у продажу у 1940-х роках, коли компанія Stephanie Brooke з Джерсі-Сіті розробила Minipoo, першу марку сухого шампуню-пудри . З 1790 року в США було видано 71 патент на продукти типу сухого шампуню.  